# Spermophilus dauricus
Spermophilus dauricus е вид бозайник от семейство Катерицови (Sciuridae).

## Разпространение
Видът е разпространен в Китай, Монголия и Русия.